# Randolph Aston

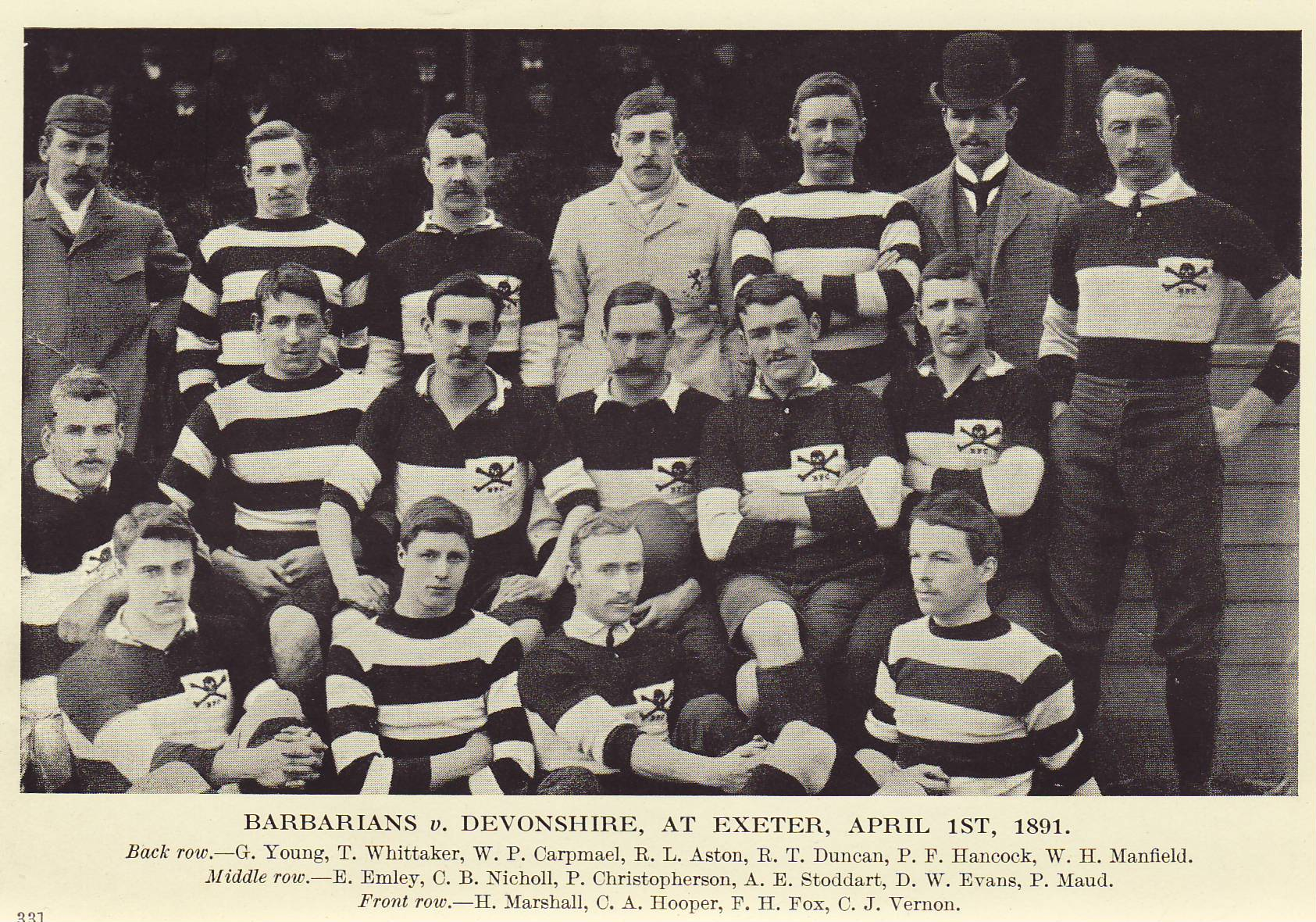
Aston första turnering med Barbarians. Aston i bakre raden, mitten i kavaj.

Randolph Littleton Aston, född 6 september 1869, död 3 november 1930 var en engelsk rugbyspelare som spelade för Blackheath F.C. och Cambridge University R.U.F.C. Han var medlem av den första officiella British and Irish Lions turneringen 1891.